# 大岐阜ビル
大岐阜ビル（だいぎふビル）は、2005年5月に完成した、大岐阜ビル株式会社が運営するJR岐阜駅前にある再開発ビルの名称である。JR岐阜駅とはペデストリアンデッキで当ビル2階と直接連絡している。
行政の協力により保険会社のコールセンターが誘致されている。
屋上庭園､壁面緑化､ポケットパークなど､環境に配慮した､人に優しいやすらぎ空間の創造｡

## 事業概要
- 施行者 JR岐阜駅前東地区市街地再開発組合
- 事業期間 2000年3月～2005年5月
- 地区面積 約0.3ha
- 敷地面積 約1,700m2
- 延床面積 約14,300m2
- 規模構造 地上12階・地下1階、地下部SRC造・地上部S造

## 事業内容
- 賃貸ビルの運営管理
- 保険代理店業
- リース業

## 詳細
- 地上12階建ての複合ビル
- 機械式地下駐車場は64台収容可能
- エレベーターは5機が稼働

## 用途
- 店舗（1F～2F）
  - 十六TT証券本店営業部（1F）
  - ファミリーマート岐阜駅前店（2F）
  - 十六銀行・あいち銀行・岐阜信用金庫ATM（2F）
- 医療施設（3F～4F)
- 事務所（5F～12F）
  - あいち銀行岐阜支店（10F）
- 駐車場